# Йосеф Бреславі
Йосеф Бреславі (івр. יוסף ברסלבי Йосип Давидович Бреславський); 1 квітня 1896, Ромни — 14 квітня 1972, Ізраїль) — ізраїльський географ та краєзнавець.

## Життєпис
Йосип Бреславський народився в Ромнах у сім'ї Давида Бреславського та Сари Неймарк. У цьому маленькому містечку вони прожили недовго - на хвилі сіоністського руху і в страху за життя (вже тоді починалися погроми) батьки вирішили переїхати в підмандатну Палестину, 9-річного Йосю, взяли з собою. Там вони вкоротили своє прізвище і стали іменуватися як Бреславі.
Йосип Бреславі закінчив знамениту гімназію «Герцлія» у Тель-Авіві, а в Першу світову вступив до лав армії. Його відправили в офіцерську школу в Куштов, а через деякий час він вже служив перекладачем в турецькій армії. Коли війна закінчилася, Йосип відправився працювати в кібуц, був інструктором безпеки в Галілеї, потім учителем, а потім продовжив свою освіту, будучи з 1922 по 1927 рр. студентом університетів Відня та Берліна.
Здобувши освіту в Європі, Йосип повернувся до Ізраїлю і викладав у технікумі ім. Левинського в Тель-Авіві. Його улюбленою темою була природа Ізраїлю, і він з величезним задоволенням водив екскурсії по всій країні, розповідаючи про її природу та історію. З часом він почав писати статті і книги, і всі вони були пов'язані з географією Ізраїлю. У своїх роботах він посилався на Тору як на джерело інформації про те, якими ці землі були в стародавні часи, і навіть написав книгу під назвою «Землі Тори». А ще він підготував шеститомник «Знай свою країну», в якому ділився з читачем краєзнавчими знахідками і корисною інформацією про пустелі Негев, Мертве море, Червоне море, Ейлаті та інші куточки Ізраїлю. Ця праця стала мало не головним етнографічним виданням Ізраїлю.
У 1960 році за книгу «Між Фавором і горами Хермон» Йосип Бреславі отримав знамениту «Премію Бялика» у номінації «Єврейська думка».
У 2013 році на честь Йосефа Бреславі була названа одна з тель-авівських вулиць.